# Nomioides modestus
Nomioides modestus är en biart som beskrevs av Pesenko 1977. Nomioides modestus ingår i släktet Nomioides och familjen vägbin. Inga underarter finns listade i Catalogue of Life.